# Winter Park (Florida)
Winter Park város az Amerikai Egyesült Államok Florida államában, Orange megyében. Lakosainak száma 29 795 fő (2020. április 1.).

## Közlekedés
A települést érinti az Amtrak két távolsági vasúti járata is, a Silver Meteor és a Silver Star.

## Népesség
A település népességének változása:

| 2010 | 27 852 |
| 2020 | 29 795 |